# Łukasz Pawłowski
Łukasz Zygmunt Pawłowski, poljski veslač, * 11. junij 1983, Toruń.
Pawłowski je za Poljsko nastopil v lahkem četvercu brez krmarja na Poletnih olimpijskih igrah 2008 v Pekingu. Polsjki čoln je osvojil srebrno medaljo.

## Nagrade
Za zasluge v športu je leta 2008 prejel Zlati križ za zasluge